# لو كيلي
لو كيلي (بالإنجليزية: Lew Kelly)‏ هو ممثل أمريكي، ولد في 24 أغسطس 1879 بسانت لويس في الولايات المتحدة، وتوفي في 10 يونيو 1944 بلوس أنجلوس في الولايات المتحدة.

## وصلات خارجية
- لو كيلي على موقع IMDb (الإنجليزية)
- لو كيلي على موقع تيرنر كلاسيك موفيز (الإنجليزية)
- لو كيلي على موقع قاعدة بيانات الفيلم (الإنجليزية)